# Paul Robien

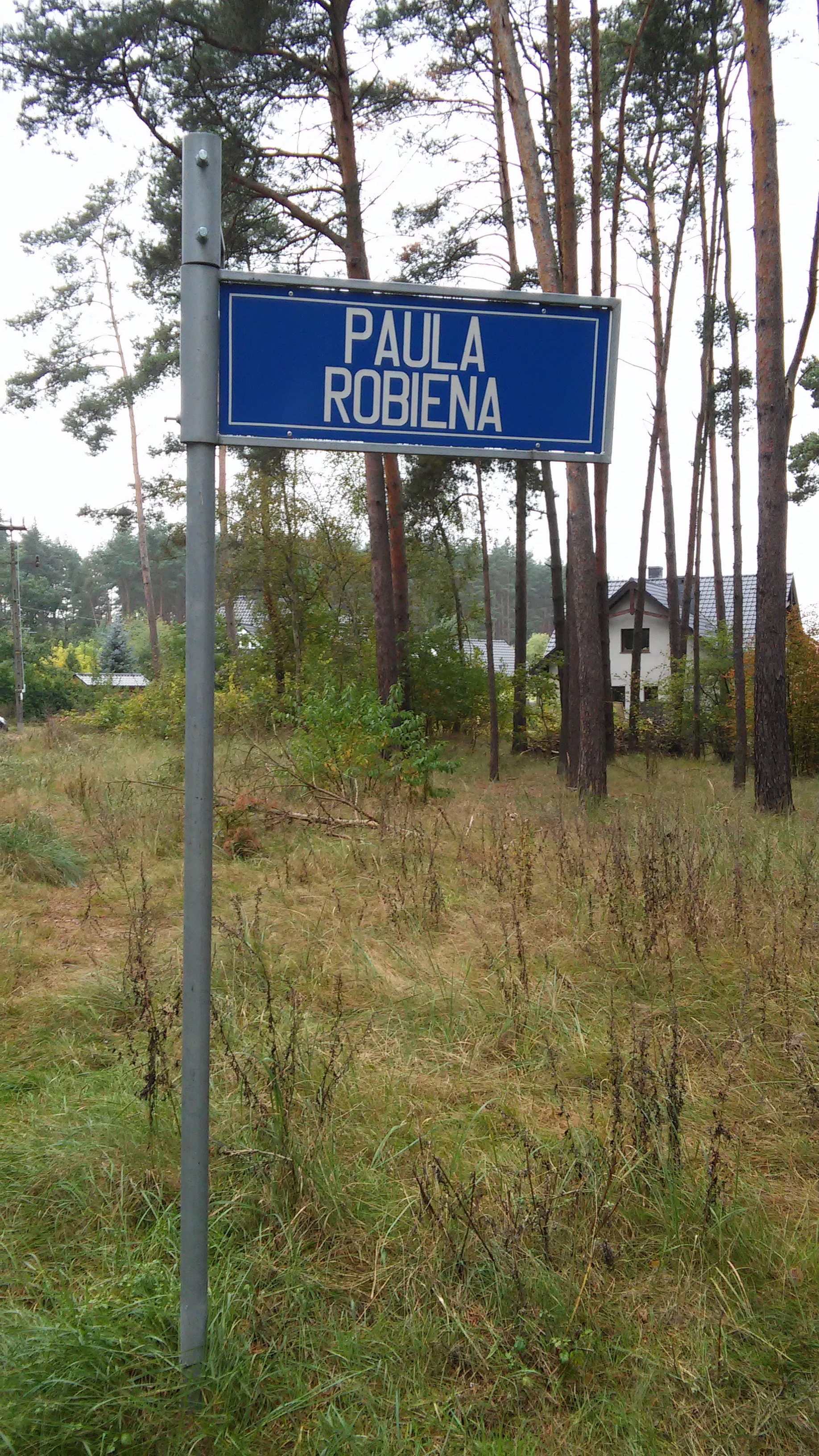
Ul. Paula Robiena w Szczecinie

Paul Robien, właściwie Paul Ruthke (ur. 2 października 1882 w Bobolicach, zm. 1945 w Szczecinie) – niemiecki przyrodnik amator, pacyfista.
Jako młody człowiek zwiedził świat na statkach jako palacz. Miał poglądy pacyfistyczne, za które w czasie I wojny światowej trafił do więzienia. Po wojnie przez kilka lat pracował w szczecińskim muzeum jako pracownik działu zbioru ptaków. Wybudował, przy wsparciu burmistrza Friedricha Ackermanna stację ornitologiczną na wyspie Mönne (obecnie Sadlińskie Łąki) na jeziorze Dąbie. Tu prowadził badania naukowe, pisał prace, a w końcu doprowadził do utworzenia wokół wyspy rezerwatu. Mieszkał tam ze swoją partnerką Evą Windhorn; matką jego syna, Paula juniora (ur. 1908), była natomiast żona – Emma Wendland.
Po II wojnie światowej polskie władze zamierzały umożliwić mu dalszą pracę naukową na terenie Szczecina z uwagi na jego dorobek naukowy i antyfaszystowskie poglądy. Nie doszło do tego, gdyż okazało się, że Paul Robien i Eva Windhorn zostali zamordowani w 1945 r. na terenie wyspy Mętna (tak nazywano wówczas Mönne). Zbrodnię ujawniono z dużym opóźnieniem (jako symboliczną datę śmierci przyjmuje się 15 listopada 1945), dokonali jej prawdopodobnie żołnierze Armii Czerwonej, co do których wiadomo, że nachodzili dom Robiena (w pobliżu wyspy osadzony był na dnie przejęty przez Rosjan i pilnowany lotniskowiec „Graf Zeppelin”). Jeszcze w maju 1947 dyrektor Państwowego Muzeum Przyrodniczego w Warszawie w korespondencji zwracał się o podjęcie w Szczecinie współpracy z Paulem Robienem. Dopiero w sierpniu 1947 (po zabraniu wraku lotniskowca) Rosjanie wpuścili Polaków na wyspę Mienia i po oględzinach wyspy stwierdzono, że Paul Robien i Eva Windhorn zniknęli (ich zwłok nie odnaleziono, prawdopodobnie zostały wrzucone do wody), a ich dom jest zniszczony.
W 1995 r., po poświęconym Paulowi Robienowi sympozjum naukowym w Szczecinie, na wyspie Mienia, na schodach, które pozostały z domu Robiena, została odsłonięta pamiątkowa tablica poświęcona przyrodnikowi. Umieszczono na niej napis: Paulowi Robienowi, 1882–1945, pionierowi ochrony przyrody Pomorza, twórcy stacji przyrodniczej założonej w tym miejscu w 1922 r. – mieszkańcy Szczecina. Później anonimowo została dostawiona tablica z nazwiskiem żony ornitologa. Paul Robien jest też patronem ulicy w Szczecinie Zdunowie.